# Fairmont Hot Springs Airport
Fairmont Hot Springs Airport är en flygplats i Kanada.   Den ligger i provinsen British Columbia, i den södra delen av landet, 3 000 km väster om huvudstaden Ottawa. Fairmont Hot Springs Airport ligger 809 meter över havet.
Terrängen runt Fairmont Hot Springs Airport är bergig österut, men västerut är den kuperad. Fairmont Hot Springs Airport ligger nere i en dal som går i nord-sydlig riktning. Trakten runt Fairmont Hot Springs Airport är nära nog obefolkad, med mindre än två invånare per kvadratkilometer..
I omgivningarna runt Fairmont Hot Springs Airport växer i huvudsak barrskog.